# 奇幻貓頭鷹小屋
《奇幻貓頭鷹小屋》（英語：The Owl House）是一部美國的奇幻電視動畫劇集，由達娜·泰瑞斯創作，於2020年1月10日在迪士尼頻道首播。
據達娜·泰瑞斯描述，由於迪士尼認為這部作品「不符合品牌」，本劇在第三季提前結束，最後一集於2023年4月8日播出。達娜·泰瑞斯最終宣布她會在完成最後一集的工作後離開迪士尼。
《奇幻貓頭鷹小屋》的動畫製作、劇情演進、幽默、人物、配音、主題、情感分量等多種面向，受到影評、觀眾的高度讚譽，在2021年獲得皮博迪獎的兒童和青年節目獎。與其他迪士尼節目相比，本劇亦首見描寫LGBT收養、非二元性別內容，也是第一部以同性情侶為主角、涉及兩位同性主角的之吻及同性家長的迪士尼節目。

## 故事概要
露絲·諾西達是一位來自美國康乃狄克州的青少年女孩，原本要被母親送去夏令營；結果她無意間走進一扇魔界通道門，來到了一個充滿魔法、由死去的泰坦神變成的群島「怪奇魔界」（Boiling Isles）。在那裡，她結識一位人稱「貓頭鷹夫人」的叛逆女巫伊丹，和她的惡魔室友魔王。雖然露絲沒有任何魔法能力，但她一直想成為一個出色的女巫；因此露絲決定成為伊丹的學徒，學習魔法並在這個新世界安頓下來。
主角群在第一季末跟霸羅斯大帝（Emperor Belos）和他的手下對決後，第二季中，伊丹成功面對她的詛咒，並與一位舊識瑞恩再次相遇，一起對抗霸羅斯；魔王則發現關於自己過去的真相。露絲也在大家的幫助下，摸索回家的辦法。第二季末，收集者（The Collector）被魔王解除封印而獲釋，以阻止霸羅斯在「大一統紀念日」的魔法陰謀。收集者在擊敗霸羅斯後，用強大魔法將怪奇魔界改造成「貓頭鷹小屋」，以方便跟魔王一起玩樂；在魔王協助下，露絲及時通過霸羅斯所建造、即將崩塌的通道門，離開怪奇魔界；露絲連同幾位同時逃出的同伴（雅蜜蒂、薇樂、賈斯、杭特），一起回家。
在第三季裡，露絲與家人重逢並在康乃狄克州生活幾個月後，變成怪物的霸羅斯重建了通道門，露絲帶著媽媽以及同伴回到怪奇魔界。露絲解救霸王與伊丹，收集者在他們的開導下一起合作對抗霸羅斯；霸羅斯附身於泰坦遺骸，被擊敗並徹底消滅。四年後，露絲從家鄉重返怪奇魔界就學；由於她15歲生日時因幫助大家重建怪奇魔界沒參加過拉丁裔成年禮（Quinceañera），島上的居民替她辦了一場盛大的宴會，迎接她的到來。

## 劇集列表
| 季數 | 集数 | 集数 | 首播日期       | 首播日期      |
| 季數 | 集数 | 集数 | 首映           | 季终          |
| ---- | ---- | ---- | -------------- | ------------- |
| 1    | 19   | 19   | 2020年1月10日  | 2020年8月29日 |
| 2    | 21   | 21   | 2021年6月12日  | 2022年5月28日 |
| 3    | 3    | 3    | 2022年10月15日 | 2023年4月8日  |

## 主角與配音
| 角色                                                    | 角色簡介 | 配音人員                               | 配音人員       | 配音人員        | 配音人員 |
| 角色                                                    | 角色簡介 | 美國                                   | 台灣           | 香港            | 中國大陸 |
| ------------------------------------------------------- | --- | -------------------------------------- | -------------- | --------------- | -------- |
| 露絲 Luz                                                | 14歲的多明尼加裔美國女孩，本名露絲·諾西達（英語：Luz Noceda）。                                                                                           | 莎拉-妮可·羅夫萊斯 Sarah-Nicole Robles | 郭怡心         | 謝穎茵          | 張安琪   |
| 伊丹 Eda                                                | 四十多歲的中年女巫，本名伊丹琳·克勞索（英語：Edalyn Clawthorne）。個性叛逆，經常躲過各種查緝，並經營一些誆騙的生意以維持生計。                                   | 溫蒂·馬利克 Wendie Malick              | 馮嘉德         | 程文意          | 駱妍倩   |
| 魔王 King                                               | 和伊丹同住的惡魔室友，自稱「惡魔之王」，相信自己曾是一國之君。八年前，年幼的他被伊丹領養。                                                      | 艾力克斯·赫希 Alex Hirsch              | 鈕凱暘         | 張振聲          | 馬洋     |
| 呼啼 Hooty                                              | 伊丹住家「貓頭鷹小屋」的守護者，能夠從大門伸長並擊退各種入侵者。                                                                                | 艾力克斯·赫希 Alex Hirsch              | 李世揚         | 陳漢祺          | 李春胤   |
| 薇樂 Willow                                             | 在怪奇魔界的海克塞學校（英語：Hexside）就讀的學生，本名薇樂·帕克（英語：Willow Park）；露絲的朋友。                                                               | 塔蒂·嘉布莉兒 Tati Gabrielle           | 楊詩穎         | 陳雪瑩          | 張琦     |
| 賈斯 Gus                                                | 海克塞學校的學生，本名·波特；露絲的朋友。                                                                                             | 艾薩克·瑞安·布朗 Issac Ryan Brown      | 傅其慧         | 莊巧兒 (第一季) | 李郝瑞   |
| 賈斯 Gus                                                | 海克塞學校的學生，本名·波特；露絲的朋友。                                                                                             | 艾薩克·瑞安·布朗 Issac Ryan Brown      | 傅其慧         | 何家裕 (第三季) | 李郝瑞   |
| 雅蜜蒂 Amity                                            | 海克塞學校的資優生，本名雅蜜蒂·布萊（英語：Amity Blight）；本來對露絲有很強的敵意，後來兩人之間逐漸發展出戀情。                                                 | 梅·惠特曼 Mae Whitman                  | 傅其慧         | 吳梅            | 王曉彤   |
| 莉莉絲·克勞索 Lilith Clawthorne                         | 伊丹的姐姐，大帝巫會的領導者，後揭露為詛咒伊丹的元兇，救出伊丹後決定與其分擔詛咒。                                                              | 西西·瓊斯 Cissy Jones                  | 傅其慧         | 姜嘉蕾          | 張琦     |
| 杭特/金衣衛 Hunter/The Golden Guard                     | 霸羅斯大帝收養的「姪子」，莉莉絲離開後的皇家公會領導者，後揭露為霸羅斯的哥哥迦勒的複製人，得知真相後加入露絲一行人對抗霸羅斯大帝。              | 澤諾·羅賓遜 Zeno Robinson              | 李世揚         | 陳漢祺          | 鍾巍     |
| 霸羅斯大帝/飛利浦‧威特班 Emperor Belos/Philip Wittebane | 怪奇魔界的統治者，同時也是島上法力最高強的人。後被揭露原是位叫飛利浦‧威特班的17世紀人類，意圖消滅怪奇魔界的所有生命，最後被露絲一行人徹底打敗。 | 馬修·瑞斯 Matthew Rhys                 | 梁興昌         | 何家裕          | 孫曄     |
| 小五 Vee                                                | 被霸羅斯大帝抓捕進行實驗，逃到人類世界後偽裝成露絲隱藏身份，真相大白後正式被卡蜜拉收留。                                                        | 米凱拉·迪耶茲 Michaela Dietz           | 傅其慧         | 陳雪瑩          | 王曉彤   |
| 卡蜜拉 Camila                                           | 露絲的單親母親，在鼓勵女兒做自己及循規蹈矩之間掙扎，在第三季跟隨露絲到怪奇魔界。                                                                | 伊麗莎白·格魯倫 Elizabeth Grullon      | 楊詩穎         | 姜嘉蕾          | 張琦     |
| 收集者 The Collector                                    | 被泰坦誤會而被封印的強大存在，後被魔王解封，並在露絲的幫助下化為盟友。                                                                          | 芙烈達‧沃夫 Fryda Wolff                | 楊詩穎、邱涵菲 | 陳雪瑩          | 李郝瑞   |

## 發展

### 背景
達娜·泰瑞斯曾經是《神秘小鎮大冒險》的一位分鏡插畫家，也曾擔任《新唐老鴨俱樂部》的導演；2016年底，她開始構思關於一個「女孩學習成為女巫」的故事。在參與《新唐老鴨俱樂部》製作期間，泰瑞斯並不滿足於現狀，因此她翻閱自己大學時期的資料，找到藝術家耶羅尼米斯·波希和雷梅迪奧斯·瓦羅的作品；相關構想也曾投稿去卡通頻道、尼克兒童頻道，結果不受採納。於是，她要創作一個具強烈超現實視覺元素的迪士尼節目。
2018年，達娜·泰瑞斯為迪士尼電視動畫公司製作此劇的消息公開；她也因此成為第四位在迪士尼主持製作節目的女性。該系列最初預定在2019年上映，但推遲到2020年才正式發布。泰瑞斯後來在受訪中說，在迪士尼製作這部作品是很偶然的；如果在其他地方製作，這部作品就不會是現在的樣貌。而且一集設為11分鐘而不是22分鐘，也是讓這部作品成功的原因。

### 發展過程

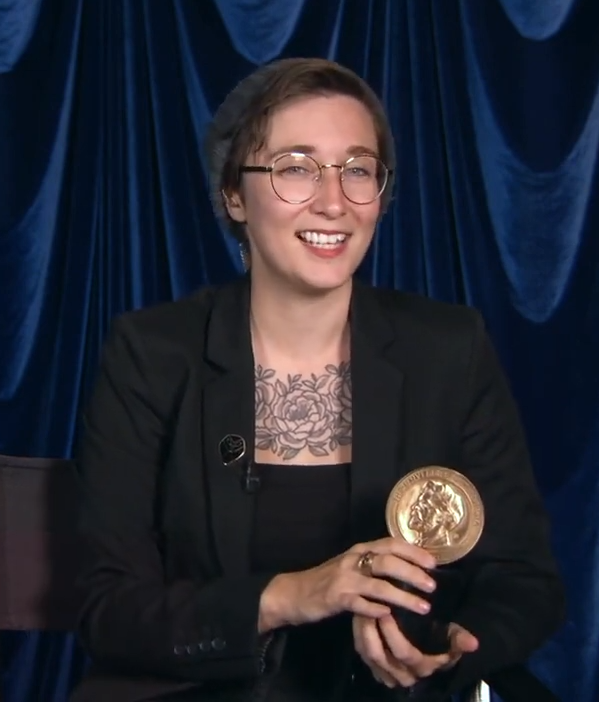
2021年6月，達娜·泰瑞斯獲皮博迪獎。

達娜·泰瑞斯說，本劇結構受描繪耶羅尼米斯·波希作品的故事書影響，創作時最難的部分，是決定要不要加進傳說元素。她也提到，本劇故事有七成原創，編劇們也加入一些他們從書上看到的巫術、咒語以及角色名字，讓故事變得更立體；寶可夢系列也對本劇製作有很大影響。伊丹是最早創造出來的角色，泰瑞斯說：「其原型來自養育我長大的女性：阿姨、祖母、還有母親，『貓頭鷹夫人』都有他們的影子。」第二個創造出來的角色是魔王，「一個想要成大事的小傢伙」，泰瑞斯自己對此很有共鳴。露絲是最後誕生的主角，形象來自她從前的室友，也是時任顧問、故事總監露絲·巴蒂斯特 (英語：Luz Batiste)。巴蒂斯特同意讓名字給作品的女主角使用，條件是此女主角是多明尼加裔美國人，泰瑞斯同意；露絲的個性，參考自劇組人員自身的中學經歷創作。艾力克斯·赫希是泰瑞斯的男友，曾主持製作另一迪士尼動畫劇《神秘小鎮大冒險》，在本劇擔任分鏡師、創意顧問等職位。有些主題是關於獨特性與從眾行為，來自泰瑞斯的求學經歷；她曾因為喜歡畫路上被撞死的動物被嘲笑，結果轉學後，遇到其他同樣有不同個性的人。劇中還有個情境是，主角追求一個近乎不可能的夢想，這也來自泰瑞斯自己的經歷；人們告訴泰瑞斯無法成為一位動畫師，結果她最後還是成功達到這個目標。據赫希透露，迪士尼公司對驚悚元素的部分表達擔憂，不願承擔因此帶來的風險；不過赫希認為「迪士尼的作品向来充斥各类情感、生物和可怕的东西」，還是決定加進去。泰瑞斯透露，迪士尼讓她發揮的程度，比原本預期的還多。她也想發揮更多驚悚元素，因為小時候就喜歡有點被嚇到的感覺，不過她也想平衡它跟喜劇、真誠等其他元素；而劇中魔法是特地用來鞏固感性故事的一個框架。本來這部作品會更黑暗，因為泰瑞斯想讓作品面對更大年齡層的觀眾，「古怪、黑暗的東西可以共存」。但是製作第一季的時候，還是按照迪士尼高層的意願做出讓步、把這部分淡化，不過她對最後結果很滿意。第二季會更接近原本的規劃。

### 製作過程
本劇的動畫製作交由三家韓國的動畫公司完成，動畫風格參考耶羅尼米斯·波希、雷梅迪奧斯·瓦羅、約翰·鮑爾的畫作以及俄羅斯建築。2019年12月，有120人參與本劇製作，包括在動畫辦公室、以及50個前置工作的員工。第一季的動畫總監是史賓賽·萬 (英語：Spencer Wan)，迪士尼原本不想讓這部作品由一位自雇動畫師來做，不過最後還是雇用他。第二季的時候則由科菲·菲雅戈梅 (英語：Kofi Fiagome)繼任；泰瑞斯也做出其中幾個場景的動畫草稿。瑞奇·科梅塔 (英語：Ricky Cometa)擔任本劇的藝術總監；他跟這部作品的第一次接觸，是在泰瑞斯還在製作試播集的時候。泰瑞斯去找科梅塔，因為她是科梅塔的粉絲和朋友，她說：「我很想跟我中意、而且我知道他的風格的人一起工作，他還能做出我想刻畫出來的怪東西。」科梅塔對這計畫有興趣，就同意了。他想刻畫「魔界」、「凡界」的二元性，並避免讓劇中的怪物太可怕，認為角色應該呈現正常面貌。泰瑞斯覺得露絲的設計很有挑戰性，試著不要看起來太老或者太像一套服裝。科梅塔最後讓露絲穿上一件T恤，表現得低調而且致敬他們自己這群「呆子」；他也覺得設計出那些「惡魔版本」的主要地點很有趣。動畫師們進一步改變一些要素，讓地球和怪奇魔界有所差異，比如讓海水變成紫色。2019年7月19日，泰瑞斯宣布TJ·希爾 (英語：TJ Hill)為本劇製作配樂。2020年1月10日，本劇正式上映，希爾表示自己在配樂加入一些有趣、實驗性的聲音效果，這樣讓他樂在其中。第二季時，由曾擔任《神秘小鎮大冒險》和《公主闖天關》作曲家的布拉德·布里克 (英語：Brad Breeck)接任譜曲工作。2020年3月，迪士尼電視動畫公司的办公室因應COVID-19疫情關閉，製作團隊因此不得不在家製作第二季。

## 播放情況
2019年6月10日，本劇的預告片在安錫國際動畫影展亮相，第二天在迪士尼的YouTube頻道上釋出；片頭曲則在2019年7月19日的聖地牙哥國際漫畫展上公開。之後劇中預覽以及片尾曲在2019年10月4日公開。第二季片頭曲在2021年5月17日公布，預告片則是在2021年6月3日。2020年8月29日，第19集、同時是第一季的最後一集上映。在第一季上映前的2019年11月21日，本劇獲得第二季續訂。第一季全集在2020年10月30日於美國的Disney+平台上線。
第二季上映前的2021年5月17日，獲得第三季續訂，內容是三篇各44分鐘的特輯。再次續訂的集數遠比前兩季（一、二十集）來得少；後來達娜·泰瑞斯回應粉絲問題的時候，證實這將會是最後一季。當在推特上被問及未來發展時，泰瑞斯表示她考慮用其他方式繼續本劇故事。方案包括漫畫、以伊丹為主角的限定劇（英語：limited series）或者其他外傳作品；她同時表示，第三季的特輯將為主要劇情收尾，建議粉絲去跟迪士尼要求製作更多關於本劇的內容。在2021年10月的一次r/IAmA問答裡，泰瑞斯表示本劇被縮短的原因不是因為美國電視分級制度或者COVID-19疫情；而是因為，迪士尼作決策者認為此劇不適合這個品牌。她解釋，更多是由於本劇的連貫性以及觀眾群年紀更大的緣故，而不是LGBTQ+內容導致的。另外由於疫情，預算縮減、可製作集數變少，泰瑞斯也因此無法製作第四季；不過她認為，假使以後決策者改變，那麼本劇在未來就還有發展的可能 。2023年3月10日，泰瑞斯宣布《奇幻貓頭鷹小屋》已全部製作完成，而且她已經離開迪士尼。最後一集怪奇魔界的救星在2023年4月8日首播；在完結當日她也表示，本劇不排除在未來能繼續製作。
在台灣，本劇的國語配音，是由梁興昌領班的「晶讚製作」來負責錄製。第一季於台灣迪士尼頻道在2020年7月16日首播，第一季的最後一集姐妹情深在2021年2月15日播出；第二季在2021年10月17日首播，第二季第9集日月無光湖在2021年12月12日播出。台灣迪士尼頻道在2022年1月1日停止營運。隨著Disney+串流平台於2021年11月12日在台灣推出，第一季也可以在這個平台上收看，不過全三季則遲至2023年5月17日才上線。而香港的粵語配音版本，由「數碼動音」負責製作，由黎家希擔任導演、李凱琳負責翻譯；中國大陸配音則委由「意妍堂」的北京分部製作。

## LGBTQ+內容

《奇幻貓頭鷹小屋》的兩位女主角，露絲（左）和雅蜜蒂（右）。

《奇幻貓頭鷹小屋》有幾個角色是LGBTQ+，由於露絲和雅蜜蒂之間的關係發展而受到肯定。
在第一季第15集友情修復記裡，薇樂 (英語：Willow)的雙親都是男性。達娜·泰瑞斯曾表示自己是双性恋；她想要製作一個雙性戀的角色，之後得到迪士尼高層的強力支持。2020年7月7日，泰瑞斯回應一位粉絲時，就暗示了這種內容的存在。該粉絲在推特上發一張來自即將播出的心驚驚武會截圖；圖中雅蜜蒂把雙手放在主角露絲肩上，並凝視著她。貼文評論，雅蜜蒂的行為不能用異性戀的方式來解釋；而泰瑞斯同意這個論點。同年8月8日，該集播出，其中露絲和雅蜜蒂一起跳舞，邊共舞邊同時施咒以擊敗「武會怪」(英語：Grom)，一個能體現最深恐懼的怪物。動畫總監史賓賽·萬用「一件同性戀的事」來形容這一幕，他也是第一次做這種劇情。翌月在Reddit的r/IAmA問答中，泰瑞斯宣布雅蜜蒂是女同性戀，而露絲是双性恋。這一對女孩是迪士尼動畫第二次出現的LGBTQ+角色 (第一次是《神秘小鎮大冒險》的布拉警長、德蘭副警長)；而且這也是第一次明確設定如此，而不是暗示。
有人分析第二季在2021年開始後，露絲和雅蜜蒂的感情繼續升溫；在第2集為友情而戰結尾的時候，雅蜜蒂護著露絲，兩人都因此臉紅了。另外，雅蜜蒂也因為跟露絲往來而逐漸改變，前所未有地更進一步探索自己。2021年7月10日，第二季第5集廢墟冒險記播出，著重賈斯 (英語：Gus)從上次是主角的時候，到這集的改變與成長。不過，這一集關於露絲和雅蜜蒂的部分引起更多注意，在結尾的時候雅蜜蒂親了露絲的臉頰一下。第二季第7集伊丹安魂曲裡有一位新角色，瑞恩·威斯柏斯（英語：Raine Whispers），以非二元性別人稱代詞「他們」 (英語：them/they)稱呼，並由非二元性別演員阿維·羅克 (英語：Avi Roque)配音；這是迪士尼第一個非二元性別角色。瑞恩與羅克膚色相同，並根據羅克的經歷製作出來；羅克讚賞這部作品能以正常態度看待酷兒身分。第二季第8集敲敲呼啼的心門中，在伊丹夢裡的回顧中，她年輕時曾與瑞恩交往過，不過之後分手。同一集中，露絲和雅蜜蒂邀請對方約會，正式成為一對官方情侶；美國平權組織GLAAD稱讚這集劇情給出一個美妙、明確的訊息。2022年3月13日，達娜·泰瑞斯在直播中放一段錄音，內容朗誦莉莉絲 (伊丹的姐姐)寄給呼啼的一封信；莉莉絲說她曾拒絕別人的告白、對戀愛不感興趣，暗示她屬於無浪漫傾向的無性戀者。第二季第20集山雨欲來風滿樓中，雅蜜蒂擁抱露絲並第一次接吻，這一幕畫面也更加細緻。傑德·金 (英語：Jade King)分析露絲和雅蜜蒂兩人的關係，並稱讚這部作品的設定讓酷兒角色能學著愛自己，而不會被嘲笑；這個表現方式跟《神臍小捲毛》、《神娃之伊莎莉亞戰記》相似。
2022年的一部預告中，露絲戴的帽子上有一枚別針，有雙性戀驕傲旗幟的配色。同年10月15日，第三季的第一部特別篇感恩有你們播出，其中露絲向母親出櫃自己是雙性戀；小五 (英語：Vee)在夏令營認識的一位朋友瑪莎 (英語：Masha)是非二元性別者，因為其使用代詞為性別中性，指甲彩繪顏色也是非二元性別旗幟的配色。本劇最後一集怪奇魔界的救星在2023年4月8日播出，魔王的爸爸泰坦 (英語：Titan)表示自己是超越性別的存在，他引用兒子的說法，形容自己「既是國王，也是皇后」。
在大結局後，達納特·特雷斯澄清露絲的兩個朋友薇樂和亨特，分別是泛性戀和雙性戀。

## 迴響

### 串流平台
根據其TV Time應用程式追蹤全球超過100萬每日用戶的收視數據的Whip媒體統計，2021年6月13日在美國，《奇幻貓頭鷹小屋》在其所有上線的串流平台，在一周內都躍升為排名第八的熱門節目；根據JustWatch平台的統計，在2022年10月10日一周之內，串流平台的觀看總次數排行，本劇排名第六。根據Parrot Analytics的數據，一間著眼於消費者研究、串流媒體、下載和社交媒體上的消費者參與度的市場研究公司，《奇幻貓頭鷹小屋》是Disney+上最受歡迎的節目之一，是平均係列需求量的31.5倍，使其成為2022年12月平台上表現最好的系列之一。

### 評論回應
《奇幻貓頭鷹小屋》廣受好評。常識媒體的艾米麗·阿什比（Emily Ashby）將這部劇評為4星（滿分5星），表示該劇將不同元素放在一起，使它變得古怪而討喜；她也評論道：「這個節目會讓你想和家中大孩子、青少年一起看，這樣就有機會在這些主題出現時，討論它們。」有評論家也稱讚其獨特視覺效果和配音，並認為由於演員的多元性，使各角色在一個魔法世界裡很獨特，又能互相完美融合。戴夫·特朗波（Dave Trumbore）在Collider給第一集四顆星，評價其故事有黑暗色彩，但又接近黑色喜劇。GLAAD在推特發文：「我們非常高興迪士尼頻道新的動畫系列《奇幻貓頭鷹小屋》納入LGBTQ+劇情，透過這些角色的刻畫，描繪了一個包容、公平、正確且適合這個年齡兒童觀賞的世界。」
另一方面，帶美國保守主義色彩、信奉福音主義的基督教電視台視博恩（CBN）抨擊該節目，宣稱它宣傳、美化巫術。The Mary Sue的一位作者針對這種說法亦有反駁，認為這是一個誇張的評論，並揶揄「叛逆的拉丁裔女巫」才是像CBN這樣的人最害怕的。影音俱樂部的凱文·強森（Kevin Johnson）提出批評，對露絲、雅蜜蒂之間的發展不以為然，不過同時也稱讚伊丹的性格。班·貝托利（Ben Bertoli）則採比較正面的態度，評論泰瑞斯和她的團隊做出很棒的魔法世界、讓人有共鳴的角色，並預測這個作品的粉絲圈將很龐大。
尼克·維納柏（Nick Venable）認為《神秘小鎮大冒險》、《神臍小捲毛》的粉絲會喜歡本作，怪奇魔界的超凡脫俗對這點不證自明；跟著節目的腳步，就能感受到真誠的情感。漫畫書資源網的柯林·希克森（Colin Hickson）稱讚本劇，說該系列會給所有《神秘小鎮大冒險》粉絲一種強烈的既視感。傑德·金（Jade King）形容這部作品是個突破性的酷兒冒險，打破了LGBTQ+內容的局限，這是建立在《神娃之伊莎莉亞戰記》和《神臍小捲毛》的基礎上的；他也表示，本劇確保酷兒內容不僅僅是故事的搭配，它就是這個節目本身。傑德·金在另一則文章中，將這部作品與馬特·布拉利的《蛙！小安的奇幻之旅》比較，說兩部作品在故事背景與角色上都相當雷同；艾美·瑪氏（Amy Mars）也說，這部作品跟《降世神通：最後的氣宗》、《彩虹小馬》、《少年悍將》、《藍髮女孩進城記》、《惡魔城》等作品也有相似之處。截至2023年4月全劇完結之際，前兩季都在爛番茄上獲得100%滿分。
本劇曾獲GLAAD媒體獎提名；之後獲得2021年皮博迪獎，官網評語是「給酷兒孩童樹立一個榜樣，讓他們探索自己萌芽中的創造力」。

### 榮譽
| 年度 | 獎項                     | 榮譽                       | 受提名或獲獎者                                | 結果 | 參考            |
| ---- | ------------------------ | -------------------------- | --------------------------------------------- | ---- | --------------- |
| 2020 | 第3屆Autostraddle獎      | 最佳動畫節目               | 《奇幻貓頭鷹小屋》                            | 提名 | [ 124 ]         |
| 2021 | 第32屆GLAAD媒體獎        | 傑出兒童與家庭觀賞類節目   | 《奇幻貓頭鷹小屋》                            | 提名 | [ 122 ]         |
| 2021 | 第48屆安妮獎             | 最佳角色設計               | 瑪琳娜·加德納 （因第一季第19集姐妹情深）      | 提名 | [ 125 ]         |
| 2021 | 第81屆皮博迪獎           | 兒童與青少年節目           | 《奇幻貓頭鷹小屋》 （與《熊貓靜水》共同獲獎） | 獲獎 | [ 126 ]         |
| 2021 | 第48屆日間創意藝術艾美獎 | 最佳片頭設計（日間動畫類） | 《奇幻貓頭鷹小屋》                            | 提名 | [ 127 ]         |
| 2021 | 第36屆形象獎             | 電視最佳配音               | 莎拉-妮可·羅夫萊斯                            | 提名 | [ 128 ] [ 129 ] |
| 2021 | 第4屆Autostraddle獎      | 最佳動畫節目               | 《奇幻貓頭鷹小屋》                            | 提名 | [ 130 ]         |
| 2022 | 第33屆GLAAD媒體獎        | 傑出兒童與家庭觀賞類節目   | 《奇幻貓頭鷹小屋》                            | 提名 | [ 131 ]         |
| 2022 | 第70屆BMI獎              | 有線電視獎項               | TJ·希爾                                       | 獲獎 | [ 132 ]         |
| 2022 | 第5屆Autostraddle獎      | 傑出LGBTQ+導演/編劇/製作人 | 達娜·泰瑞斯                                   | 提名 | [ 133 ]         |
| 2022 | 第5屆Autostraddle獎      | 傑出動畫作品               | 《奇幻貓頭鷹小屋》                            | 獲獎 | [ 133 ]         |
| 2022 | 第37屆形象獎             | 電視最佳配音               | 莎拉-妮可·羅夫萊斯                            | 提名 | [ 134 ]         |
| 2022 | 第37屆形象獎             | 最佳兒少節目               | 《奇幻貓頭鷹小屋》                            | 提名 | [ 134 ]         |
| 2023 | 第49屆安妮獎             | 最佳兒童動畫電視/廣播節目  | 第二季第20集魔王救星                          | 提名 | [ 135 ]         |
| 2023 | 第34屆GLAAD媒體獎        | 傑出兒童與家庭觀賞類節目   | 《奇幻貓頭鷹小屋》                            | 提名 | [ 136 ] [ 137 ] |
| 2024 | 第7屆Autostraddle獎      | 最佳動畫節目               | 《奇幻貓頭鷹小屋》                            | 提名 | [ 138 ]         |

## 其他
奇幻貓頭鷹小屋曾有輕小說預定將於2022年5月發行。根據達娜·泰瑞斯的說法，該書將以故事中的虛構系列「好女巫阿祖拉」為基礎的原創故事。。後來由於出版商和製作此小說的製作群之間發生財務糾紛，計畫被取消。2023年4月15日，泰瑞斯除提及未來可能有續作之外，她也表示有些新的其他個人計畫，不過還沒確定什麼時候要完成。她在2024年11月重申了這一觀點，並解釋說她不想「讓[她]的整個職業生涯都圍繞著一個節目創意」。
前兩季各集的英文標題中，將第一個字母依序排列，會得到一句「女巫迷路了，尋找鑰匙害怕鎖」（英語：A witch loses a true way; seek the key, fear the lock），暗示劇情；第三季的三集標題各自的第一個英文單字連起來，則是「謝謝收看」（英語：thanks for watching）。

## 外部連結
- 官方网站：美國官網、台灣官網、Disney+（台灣）
- 互联网电影数据库（IMDb）上《奇幻貓頭鷹小屋》的资料（英文）